# Жан-Марі Траппеньє
Жан-Марі Траппеньє (фр. Jean-Marie Trappeniers, 13 січня 1942, Вілворде — 2 листопада 2016) — бельгійський футболіст, що грав на позиції воротаря.
Виступав, зокрема, за «Андерлехт», а також національну збірну Бельгії, з якою був учасником чемпіонату світу 1970 року.

## Клубна кар'єра
Траппеньє почав грати у футбол у місцевому клубі Вілворде у віці десяти років, а 1956 року перейшов до академії «Андерлехт», де через кілька років потрапив до першої команди.
У віці сімнадцяти років він дебютував за «Андерлехт». Спочатку він був у тіні ікони клубу Анрі Мерта, але після його уходу на пенсію в 1960 році Жан-Марі став новим номером один у команді. У 1962 році він вперше став чемпіоном країни, а з 1964 року у команди розпочався «золотий період» з п'ятьма поспіль титулами чемпіонств та одним Кубком Бельгії. Також у 1970 році він грав у фіналі Кубок ярмарків. Після перемоги 3:1 у першому матчі перед рідними глядачами проти «Арсеналу», Траппеньє з командою програв 3:0 у другому матчі на стадіоні «Гайбері» і залишився без трофею.
На початку 1970-х років в «Андерлехті» відбулася зміна поколінь. За винятком кількох ключових фігур, майже всі гравці «золотого періоду» покинули клуб. Траппеньє все ще був у команді, але прихід до команди нідерландських воротарів Лена Барта у 1970 році та Яна Рейтера у 1971 стали сигналом для уходу Траппеньє, який протягом 1971—1973 років захищав кольори клубу «Уніон Сент-Жілуаз».
1973 року Траппеньє став гравцем «Антверпена», де відразу став основним воротарем і допоміг команді двічі поспіль у 1974 та 1975 роках стати віце-чемпіоном Бельгії.  У 1977 році команду з Антверпена очолив чехословацький тренер Ладислав Новак, який вирішив зробити основним воротарем молодого Тео Кюстерса і наступні два сезони Траппеньє рідко виходив на поле, а протягом 1979—1981 років грав у другому дивізіоні за «Ендрахт».
Завершив ігрову кар'єру у аматорських командах «Уніон Сент-Жілуаз» та «Пеуті», за які виступав до 1983 року.

## Виступи за збірну
30 вересня 1964 року дебютував в офіційних матчах у складі національної збірної Бельгії в товариській гроти Нідерландів (1:0), замінивши у перерві Гі Деласса.
У складі збірної був учасником чемпіонату світу 1970 року у Мексиці, але будучи дублером Крістіана Піота на поле не виходив, а збірна не подолала груповий етап.
Загалом протягом кар'єри у національній команді, яка тривала 7 років, провів у її формі 11 матчів, пропустивши 13 голів.
Помер 2 листопада 2016 року на 75-му році життя.

## Титули і досягнення
- Чемпіон Бельгії (6):

«Андерлехт»: 1961–62, 1963–64, 1964–65, 1965–66, 1966–67, 1967–68
- Володар Кубка Бельгії (1):

«Андерлехт»: 1964–65